# Верёвкин (Краснодарский край)
Верёвкин — хутор в Тбилисском районе Краснодарского края.
Входит в Песчаное сельское поселение.

## География
Расположен на реке Зеленчук 2-й.

## Население
| 2002 | 2010 |
| ---- | ---- |
| 607  | ↘586 |

## Улицы
- ул. Клубная,
- ул. Красная,
- ул. Набережная,
- ул. Речная,
- ул. Степная,
- ул. Центральная,
- ул. Южная.